# Prinz-Max-Palais (Dresden)

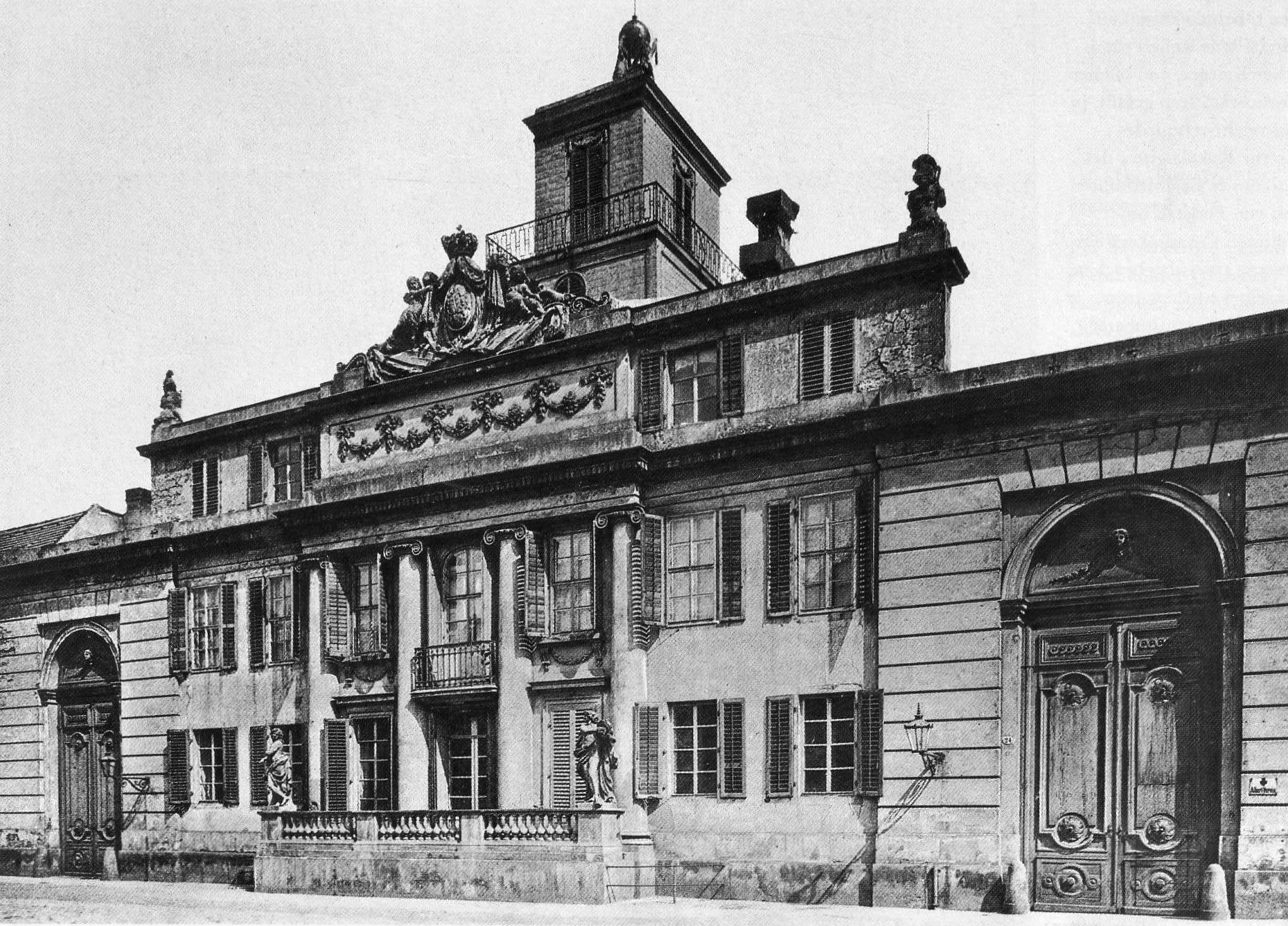
Das Prinz-Max-Palais um 1890

Das Prinz-Max-Palais war ein 1742 erbautes Wohnhaus für den Bauherrn Gaetano Chiaveri auf der heutigen Ostra-Allee 22 gegenüber der Maxstraße. Das bestehende Gebäude wurde 1783 für Prinz Maximilian umgebaut und 1890 abgerissen.

## Geschichte
Am 14. Februar 1742 gab Kurfürst Friedrich August II. den Auftrag zum Bau eines Wohnpalais für den Erbauer der Katholischen Hofkirche Gaetano Chiaveri. Die Kosten wurden aus dem für die Katholische Hofkirche bestimmten Baufonds entnommen. Chiaveri, der das Gebäude selbst entwarf, setzte durch, dass das Palais sich auf „der Achse des Japanischen Palais“ befand. Der Bau wurde vermutlich 1743 fertiggestellt. Chiaveri lebte bis 1749 im Palais, im selben Jahr wurde der Bau der Hofkirche abgeschlossen. Bis 1783 befand sich das Palais in Privatbesitz.

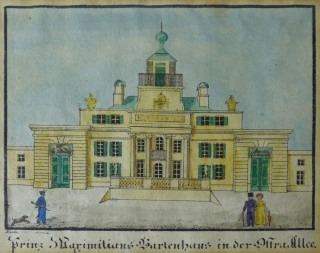
Prinz Maximilians Gartenhaus in der Ostra.Allee ab 1783.

Im Jahr 1783 ging das Gebäude in den Besitz von Prinz Maximilian über, der das Palais durch Johann August Giesel im klassizistischen Stil umbauen ließ. Zu diesem Zeitpunkt hieß es Prinz Maximilians Gartenhaus in der Ostra.Allee.
Nachdem das Haus im späten 19. Jahrhundert zunehmend verfiel, wurde es verkauft und 1890 im Zuge des Durchbruchs der heute überbauten Permoserstraße abgebrochen. Nachdem die Umgebung im Februar 1945 durch die Luftangriffe auf Dresden zerstört worden war, wurde an dieser Stelle das Haus der Presse erbaut.

## Baubeschreibung
Das Aussehen des ersten, von Chiaveri entworfenen, Baus lässt sich heute nur noch über Baupläne erschließen. Demnach war das Gebäude auf nahezu quadratischem Grundriss zweigeschossig. Die Fassaden waren fünfachsig angelegt und jede Hausseite hatte eine Länge von 20,35 Metern. Die Schauseite verfügte über ein reich verziertes Tor mit darüberliegendem, überdachtem Fenster. Auf dem Dach befand sich ein hölzerner Söller, der als Observatorium vorgesehen war.

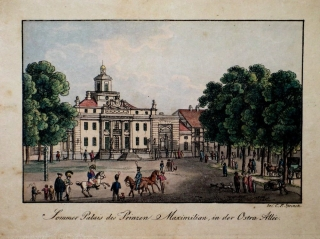
Christian Friedrich Sprinck (1769–1831): Sommer Palais des Prinzen Maximilian, Aquarell auf radiertem Grund, 1818.

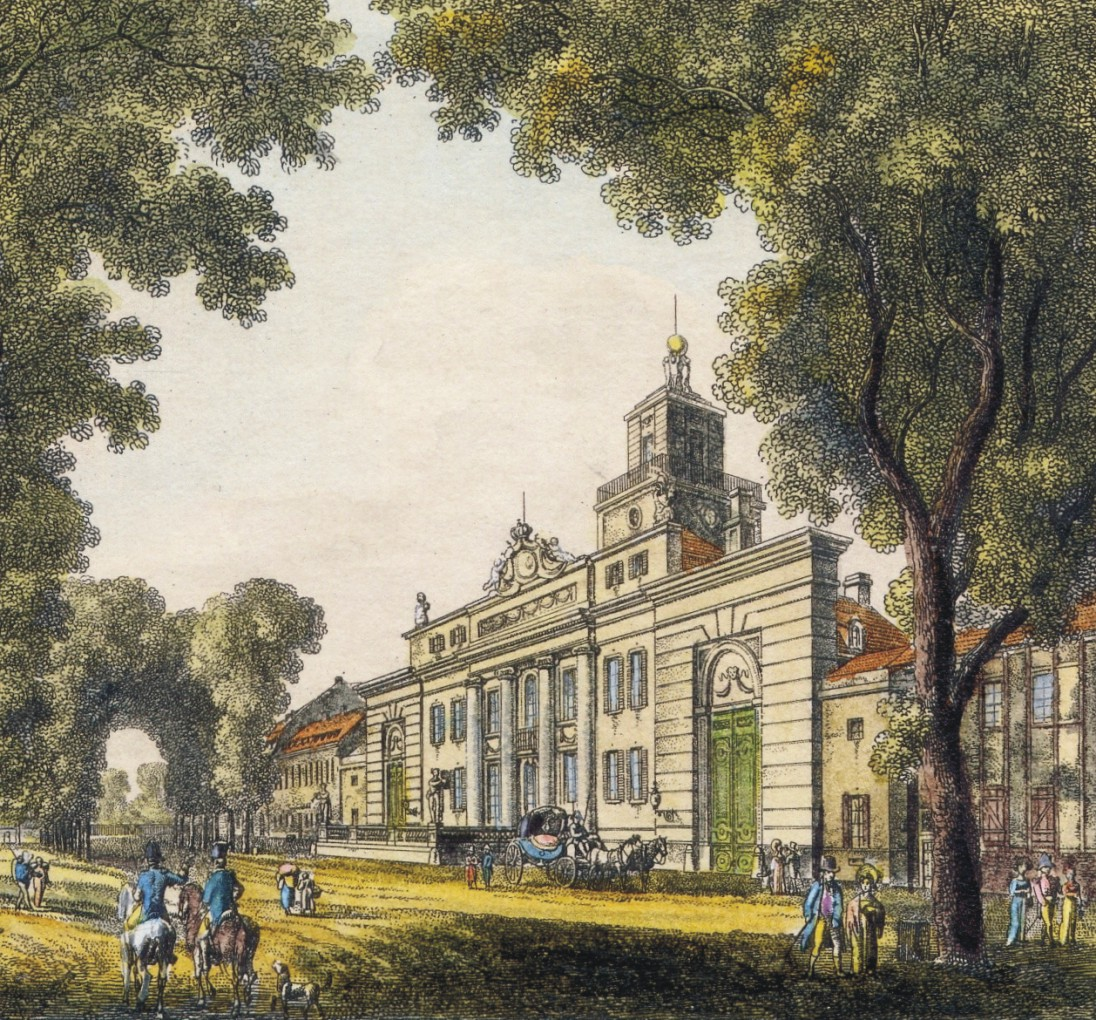
Das Prinz-Max-Palais um 1823

Im Zuge des Umbaus durch Giesel wurden die Fassaden Chiaveris neu gestaltet. Der Mittelrisalit der Hauptfassade wurde von vier ionischen Halbsäulen geschmückt, die die drei Fensterachsen betonten und über zwei Etagen gingen. Vor den Fenstern des Erdgeschosses befand sich ein durchgehender Balkon, der seitlich von Statuen geschmückt war. Über dem Hauptgesims befand sich die mit Kränzen geschmückte Attika, an die sich ein Schmuckgiebel mit Krone, Hermelin und königlichem Wappen anschloss. Der auf dem Dach befindliche Söller wurde von Giesel als Observatorium ausgebaut. Während das Hauptgebäude zwei Etagen mit anschließendem Halbgeschoss hatte, waren die seitlichen Anbauten zwei Etagen hoch, die Hauptfassade in ihrem Bereich nur einfach gequadert und durch hohe Hoftore unterbrochen.
Die Gartenseite des Palais war einfacher gestaltet, wobei auch hier ionische Halbsäulen den Mittelrisalit gliederten. Statt einer Attika schloss sich ein Mansarddach an das Obergeschoss an.

## Innenausstattung
Die Innenausstattung des ersten, von Chiaveri konzipierten Palais stammte von Joseph Deibel. Die Entwürfe der Innenausstattung des umgebauten Palais in einheitlichem Zopfstil stammten vermutlich von Christian Traugott Weinlig und Christian Friedrich Schuricht. Cornelius Gurlitt erinnerte sich noch 1901 an Teile der Innenausstattung des Palais: „In Erinnerung sind mir noch die prächtigen Tapeten in Stoff und auf Papier und andere Einzelheiten in vornehmstem Empirestil“. Teile der Ausstattung wurden um 1890 von Privatleuten übernommen; ein Kronleuchter aus Meißner Porzellan wurde im Porzellanzimmer des Dresdner Residenzschlosses aufgehängt. Einzelne Figuren des Palais stammten vermutlich aus dem nahen Zwinger.

## Maximiliansgarten

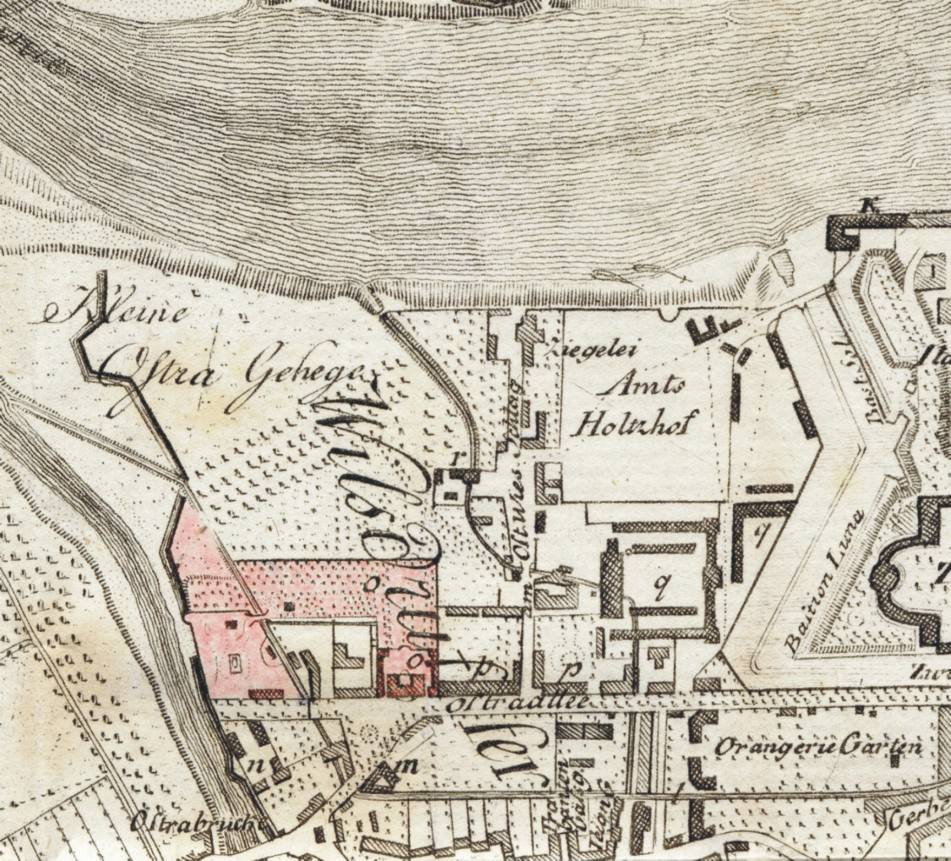
Kartenausschnitt von 1809 mit der Lage des Palais und seines damaligen Gartens

Vor dem Palais befand sich eine Terrasse, von der eine mit Statuen begrenzte Freitreppe in den Garten führte. Dieser wurde 1783 von Giesel im englischen Stil angelegt und in den Folgejahren schrittweise vergrößert. Im Garten wurde eine künstliche Ruine errichtet, die die Form eines Rundturms hatte. An einem von der Weißeritz gespeistem Teich auf dem Grundstück wurde ein kleiner Pavillon erbaut. Im Garten befanden sich zudem „ein großes Gewächshaus mit fremdländischen Pflanzen, ein Vogelhaus im gotischen Stil [und] ein Naturtheater“.
Der Maximiliansgarten erlebte wegen seines Gewächshauses und des alten Baumbestandes im 19. Jahrhundert öffentliche Wertschätzung. Der für den prinzlichen Garten beauftragte Garteninspektor Landrock erregte durch seine gärtnerischen Leistungen unter den Dresdnern Aufmerksamkeit und förderte auf diese Weise das gartenbauliche Ansehen dieser Anlage.
Seit 1874 hatte die Gartenbaugesellschaft Flora in diesem Areal ihren Sitz, da sie die westliche Teilfläche des Gartens für den Betrag von 3.000 Mark von König Albert übernehmen konnte. In einem bereits bestehenden Wirtschaftsgebäude richtete die Gesellschaft eine Gartenbauschule ein. Auf dem Gartengrundstück wurde unter Einbindung des bereits vorhandenen Vogelhauses (Voliere) ein Pflanzenhaus für Ausstellungs- und Versammlungszwecke in Form eines Fachwerkbaus errichtet. Dieses Gebäude hatte die Form eines „T“. In diesem Gelände veranstaltete die Flora einige kleinere Gartenbauausstellungen.
Im Bereich des Maximiliansgartens, der im Nordwesten bis an die heutige Könneritzstraße reichte, wurden Ende des 19. Jahrhunderts die Permoser- und die Pöppelmannstraße angelegt, die nach 1945 wieder eingezogen und überbaut wurden.